# Abolla pellicosta
Abolla pellicosta är en fjärilsart som beskrevs av Felder 1874. Abolla pellicosta ingår i släktet Abolla och familjen nattflyn. Inga underarter finns listade i Catalogue of Life.